# Wrestling On Fire Television Championship
Il Wrestling On Fire Television Championship, nato come NWA On Fire Television Championship, è stato un titolo di wrestling promosso dalla Wrestling on Fire, inizialmente affiliata alla National Wrestling Alliance (NWA) e attiva tra New Jersey e Maine.
Il titolo fu attivo dal 2011 al 2016, quando la federazione terminò le attività.

## Storia
Il titolo venne introdotto nel 2007 dalla NWA On Fire, una federazione territorio della National Wrestling Alliance attiva principalmente nel Maine. Quando nel 2013 terminò la sua affiliazione con la NWA, la federazione portò con sé il titolo, rinominandolo di conseguenza e mantenendolo attivo fino alla sua chiusura nel 2016.

## Albo d'oro
| Legenda  |                                                                               |
| -------- | ----------------------------------------------------------------------------- |
| #        | Indica il numero del regno titolato                                           |
| Regno    | Viene indicato il numero del regno del campione                               |
| Data     | La data in cui il titolo è stato vinto                                        |
| Località | Indica il luogo in cui il titolo è stato vinto                                |
| Note     | Indica notizie particolari riguardanti i cambi di titolo o altre informazioni |

| # | Campione     | Regno | Data              | Giorni | Località               | Evento     | Note | Fonti |
| - | ------------ | ----- | ----------------- | ------ | ---------------------- | ---------- | --- | ----- |
| 1 | Mark Moment  | 1     | 6 maggio 2011     | 36     | Fairfield, Maine       | House show | Campione inaugurale del NWA On Fire Television Championship. |       |
| 2 | Jimmy Capone | 1     | 11 giugno 2011    | 466    | Mexico, Maine          | House show | |       |
| 3 | Scotty Slade | 1     | 19 settembre 2012 | 346    | Farmington, Maine      | House show | Nell'aprile 2013 il titolo fu rinominato in Wrestling On Fire Television Championship in seguito al termine della collaborazione con la National Wrestling Alliance. |       |
| 4 | Ricky Reyes  | 1     | 31 agosto 2013    | --     | Parsipanny, New Jersey | House show | |       |
| — | Disattivato  | —     | 2016              | —      | —                      | —          | Il titolo fu disattivato con la chiusura della federazione. |       |